# Enrique Vivas Quintero
Enrique José Vivas Quintero (29 de enero de 1946-Caracas, Venezuela, 28 de abril de 2012) fue un militar y político venezolano, conocido por su participación en la Masacre de El Amparo.

## Biografía
Enrique Vivas Quintero fue egresado de la Academia Militar de Venezuela perteneciente al ejército en enero de 1967, en la Promoción “Lino de Clemente”, ocupando el puesto de mérito número 35, en una promoción de 96 alumnos. Durante su carrera militar desempeñó distintos cargos como Segundo Comandante del Batallón Caracas, Comandante del Batallón de Cazadores Francisco Carvajal y su último cargo dentro de las Fuerzas Armadas de Venezuela como Director de Operaciones del Ejército, siendo el único Coronel en ocupar dicho cargo, condecorado con la Orden del Libertador en dos clases.
Como Comandante Militar de la Unidad superior, estuvo bajo las órdenes del General Camejo Arias, quienes eran los responsables del comando antisecuestros del puesto fronterizo de Apure. Se le acusa de haber estado involucrado en la llamada Masacre de El Amparo, siendo la autoridad que ordenó la averiguación sumarial a los tribunales competentes, respecto a la operación donde murieron catorce pescadores.
En los años posteriores, Enrique Vivas se incorporó al MBR 200, fue miembro fundador del partido Movimiento Quinta República a través del cual es electo Hugo Chávez. En 1998 es postulado y electo como diputado al Parlamento Latinoamericano, y es reelecto en elecciones el año 2000. 
Posteriormente en el año 2007 con la creación del Partido Socialista Unido de Venezuela (PSUV) por el presidente Chávez, fue militante del PSUV hasta su muerte. 
Falleció el 28 de abril de 2012 en el Urológico San Roman de Caracas, producto de una enfermedad pulmonar. 